# Hāwea River
Der Hāwea River ist ein Fluss in der Region Otago auf der Südinsel von Neuseeland.

## Geographie
Der Hāwea River wird mit dem Abfluss des Lake Hāwea gebildet, der sich am südwestlichen Ende des Sees und direkt westliche neben dem Ort Lake Hāwea unterhalb der Staumauer befindet. Von dort aus fließt der Fluss rund 7,7 km in südliche Richtung, um dann in mäanderform in westsüdwestliche Richtung bis zum Mündungsdelta in den Clutha River/Mata-Au zu wechseln. Das rund 350 m breite Mündungsgebiet befindet sich direkt am östlichen Ende des kleinen Ortes Albert Town und rund 230 m östlich der Brücke des New Zealand State Highway 6 über den Clutha River/Mata-Au. Der State Highway begleitet den Fluss in einigem Abstand an seiner westlichen Seite auf seiner gesamten Länge.

## Wanderweg
Am östlichen Ufer des Flusses führt der Hāwea River Track von Lake Hāwea bis nach Albert Town.